# Зиґмунтово (гміна Вільчин)
Зиґмунтово (пол. Zygmuntowo) — село в Польщі, у гміні Вільчин Конінського повіту Великопольського воєводства.
Населення — 122 особи (2011).
У 1975-1998 роках село належало до Конінського воєводства.

## Демографія
Демографічна структура станом на 31 березня 2011 року:
|          | Загалом | Допрацездатний вік | Працездатний вік | Постпрацездатний вік |
| -------- | ------- | ------------------ | ---------------- | -------------------- |
| Чоловіки | 69      | 12                 | 50               | 7                    |
| Жінки    | 53      | 9                  | 30               | 14                   |
| Разом    | 122     | 21                 | 80               | 21                   |